# Come una rosa al naso
Come una rosa al naso è un film del 1976 diretto da Franco Rossi.

## Trama
Anthony M. Wilson è un ricco londinese, di origine siciliana, proprietario di una grossa catena di ristoranti. L'uomo mantiene ancora qualche contatto con le sue radici, avendo assunto come assistente un siciliano, Vittorio Lo Presto; altra frequentazione siciliana di Wilson è quella dello stalliere Scibetta.
Un giorno riceve dalla Sicilia una telefonata da un portavoce di don Gerlando Mantuso, suo parente, che gli annuncia l'arrivo, per il giorno successivo, a Londra, di una sua nipote di nome Lucia. La voce gli intima di farsi trovare all'aeroporto con una rosa al naso. Wilson va all'aeroporto ad attendere la ragazza, ma nonostante la rosa al naso, non riesce inizialmente a trovarla. Mentre sta per andarsene, viene avvicinato da una bella ragazza di accento siciliano che gli chiede un passaggio: Wilson la accompagna a destinazione. Scendendo la ragazza si presenta come Lucia Mantuso. La giovane fa capire a Wilson di averlo preso in giro, avendolo visto all'aeroporto con la rosa al naso. Wilson è attratto dalla bellezza di Lucia. Nei giorni successivi riceve per mano della ragazza una lettera di don Gerlando, che in sostanza "affida" la giovane Lucia durante la permanenza a Londra; soprattutto gli affidano la tutela della sua verginità, ritenendolo direttamente responsabile.
Wilson, preoccupato, incarica un investigatore privato di controllare la ragazza.